# Sublevación del monasterio Solovetski

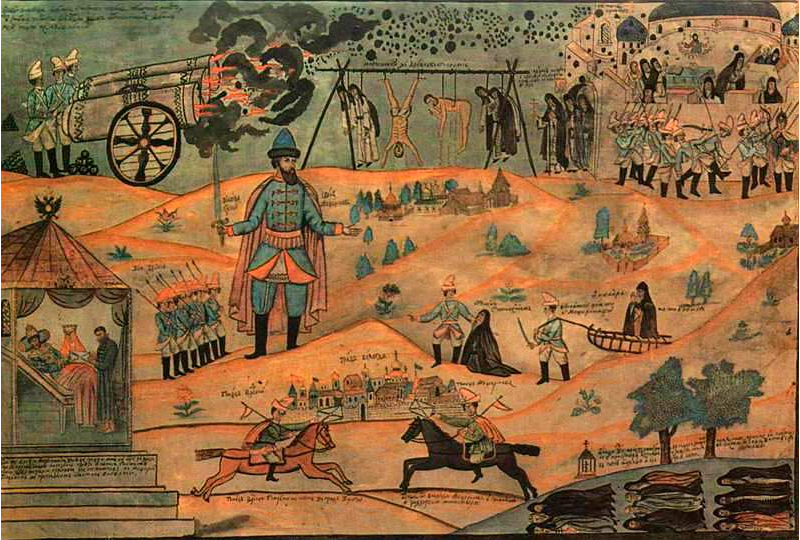
El vaivoda Iván Mescherínov aplasta la sublevación del monasterio Solovetski. Lubok del.

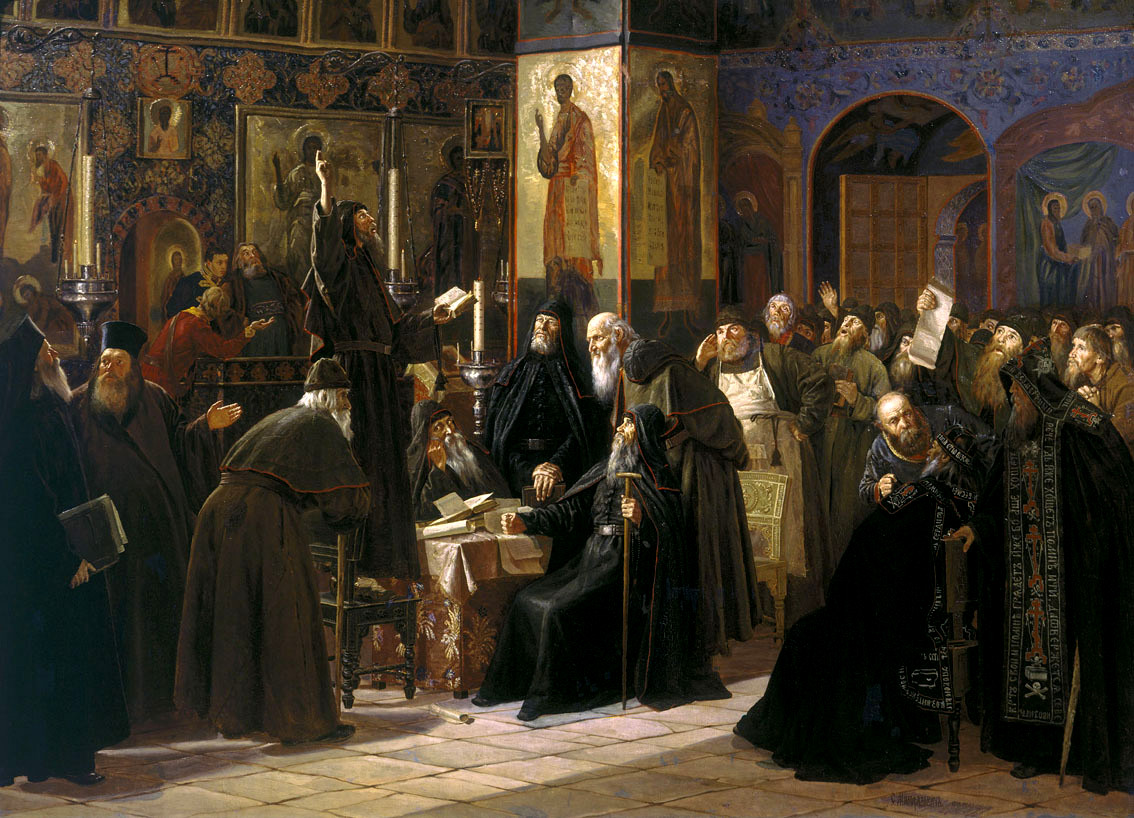
Concilio negro. Sublevación en el monasterio Solovetski contra los libros de la nueva liturgia en 1666. Pintura de Serguéi Milorádovich. 1885

La sublevación del monasterio Solovetski (en ruso: Соловéцкое восстáние, romanizado: Solovétskoye bostániye) fue una sublevación de monjes ortodoxos viejos creyentes o raskólniki rusos hostiles a la política del zar Alejo I y a las reformas de la Iglesia ortodoxa de Rusia realizadas por el Patriarca de Moscú y de todas las Rusias Nikon.
El monasterio Solovetski permaneció sitiado por las tropas imperiales entre 1668 y 1676.
- Datos: Q2498038
- Multimedia: Solovetsky Monastery Uprising / Q2498038